# 樋口夢祈
樋口 夢祈（ひぐち ゆき、男性、1984年12月22日 - ）は、日本の俳優、演出家である。

## 人物
千葉県出身。現在所属事務所はStarBeatEntertainment(スタービートエンターテイメントLLC)。同社主催の劇団GEKIIKEのメンバーでもある。趣味はバイク、散歩、料理、ダンス。

## 出演

### 映画
- 呪怨〜パンデミック〜（2006年） - 大学生 役
- ガチバン スプレマシー（2013年） -  中込稔 役
- ガチバン スプレマシー2（2013年） -  中込稔 役
- ノー・ヴォイス（2013年） -  沢田良太 役（準主演）

### テレビドラマ
- 特捜戦隊デカレンジャー（2004年、ANB） - 警備員 役
- ジョーシマサイト（2008年、ANB） - B-BOY 役
- クロヒョウ 龍が如く 新章（2010年、TBS） - 不良 役
- 戦国BASARA-MOONLIGHT PARTY-（2012年7月 -、毎日放送） - 明智光秀 役
- エリアワンセグドラマ「アキバ的に…」（2013年） - 祐樹 役 ※レギュラー出演

### 舞台
- シブヤ×アキバ 〜カノジョはボクの青い鳥〜（2009年、恵比寿エコー劇場） - 神崎刑事 役
- 劇団メガロザ『オーバードライブ 〜暴走する世界〜』（2009年、 WESTEND STUDIO） - 赤坂 役
- BUTLER×BATTLER 〜執事王選手権〜（2010年1月21日 - 24日、シアターサンモール） - タイジ 役
- シブヤ×アキバ〜彼女は僕の青い鳥〜（2010年、シアターグリーンBigTreeTheater/シアターサンモール） - ケンゴ役
- 劇団イケ袋『リーマン☆ロック』（2010年9月、高田馬場RABINEST） - 古塚幸二 役（出演・演出）[2]
- Re-miniscence 〜 真実とは、何なんだろう〜（2010年10月7日 - 11日、シアターグリーンBigTreeTheater） - セン 役
- OASIS（2010年、シアターグリーンBigTreeTheater） - ゲド 役
- テガミ（2011年、萬劇場）主演 - 立原 役
- 大江戸に降る雪（2011年、シアターグリーンBigTreeTheater） - 源助（中岡慎太郎） 役
- Dandy cute dandy（2011年2月、アイピット目白） - 早乙女ミヤビ 役
- Dragon Question（2011年、シアターグリーンBigTreeTheater） - 達也 役
- GOEMON痛快伝（2011年、六行会ホール） - ジゲン 役
- GEKIIKE本公演vol,02『ライラック』（2011年11月、GOK SOUND） - ヒデ 役（出演・演出）[2]
- Dandy cute dandy（2012年、シアターグリーンBigTreeTheater） - 早乙女ミヤビ 役
- 銀河英雄伝説 第二章 ＝自由惑星同盟篇＝（2012年、東京国際フォーラムC/NHK大阪ホール） - アンドリュー・フォーク 役
- GEKIIKE 本公演 vol,03 『君に降りそそぐ、天上の花』（2012年9月21日 - 30日、劇場HOPE） - 氏龍 役（出演・演出）[2]
- オーバースマイル（2012年12月19日 - 23日、シアターモリエール） - コロンバス 役（特別出演）
- ポセイドンの孫とYシャツと私（2013年4月、劇場HOPE） - 原田恭平 役
- 超青春合唱コメディ「SING!」（2013年6月、東京芸術劇場シアターウエスト/大阪世界館） - 鬼頭司 役
- 第14帝國『元帥と七人の侍』（2013年7月、SPEACE107） - 樋口夢祈中佐 役
- Cruser's Lovesong（2013年8月、俳優座劇場） - ジョージ 役
- オサエロ（2013年9月、両国エアースタジオ） - 柴田武夫 役
- GEKIIKE 本公演 vol,04 『空翔ける雷鳴の夜に』（2013年11月21日 - 12月1日、劇場vatios） - 弘瀬和真 役（出演・演出）[2]
- 十鬼の絆 〜関ヶ原奇譚〜恋舞（2013年12月、星稜会館） - 石田三成 役
- エムキチビート『黎明浪漫譚』（2014年1月、吉祥寺シアター） - 彼誰睦喜 役
- 『ポセイドンの孫とYシャツと私』（2014年3月、サンモールスタジオ） - 原田恭平 役
- 『STORM LOVER～波打ち際の王子SUMMER！～ 改!!』（2014年5月、俳優座劇場） - 酉水司 役
- 『PRIDE』（2014年8月、エアースタジオ）主演 - 瀬川隊長 役
- GEKIIKE本公演第5回『宵闇に咲く雨』（2014年10月、シアター風姿花伝）主演 - 龍源地紫乃介 役（出演・演出）[2]
- Asterism⁂vol,01「アルビノ」（2015年1月、シアター風姿花伝） - 藍原友一 役（出演・演出）[3]
- GEKIIKE本公演第6回「空翔ける雷鳴の夜に-再演-」（2015年4月、高知・東京公演） - 弘瀬和真 役（出演・演出）[2]
- 『STORM LOVER～波打ち際の王子SUMMER！～』（2015年5月、CBGKシブゲキ） - 酉水司 役
- 『壊れかけの恋唄』（2015年7月、新宿村LIVE） - ジョージ 役
- GEKIIKE本公演第7回「月下燦然ノ星-帝都綺譚-」（2015年10月、シアターグリーン Box in Box） - 西条一弥 役（出演・演出）[4]
- sajik@genプロデュース公演vol.２「雪割れの山茶花」（2015年12月、戸野廣浩司記念劇場） - 九十九川 役
- Asterism vol,02 「Judgment Day」（2016年4月、シアター風姿花伝） - 藍原友一 役（出演・演出）[5]
- Asterism vol,03 「NoLimit」（2016年7月、TACCS1179） - 結城 役（出演・演出）[6]
- 進戯団夢命クラシックス「ROSE GUNS DAYS～season1～」（2016年9月、六本木俳優座劇場） - アルフレッド赤城 役
- GEKIIKE本公演第8回「あまつきつねの鬼灯」（2016年11月、シアターグリーン Box in Box） - 鴉目禰 役（出演・演出）[7]
- Asterism vol.04 「The Last Song」（2017年5月、シアターグリーン Box in Box） - 藍原友一 役（出演・演出）[8]
- 舞台「止まれない12人」（2017年8-9月、シアターサンモール） - キャプテン 役
- Asterism vol,05「NoLimit-Replays」（2017年11月、シアターグリーン BIG TREE THEATE） - 結城 役（出演・演出）[9]
- GEKIIKE本公演第9回「漆黒ノ戰花」（2018年1月、新宿村LIVE） - 灰崎蓮:大佐 役（出演・演出）[10]
- 舞台「風雪の城 〜Lear〜」（2018年4月、渋谷伝承ホール） - 黒岩国貞 役
- ナイスコンプレックスN29「YAhHoo!!!!」（2018年4月、シアターグリーン BIG TREE THEATER） - 風露草太 役
- 電動夏子安置システム 第38回本公演「殉情わりだす演算子」（2018年5月、赤坂RED THEATER） -  イズイタコウイチ 役
- 進戯団 夢命クラシックス×07th Expansion vol.5「ROSE GUNS DAYS～Last Season～」（2018年12月、シアターサンモール） - アルフレッド赤城 役（日替わりゲスト）
- GEKIIKE本公演第10回「光芒のマスカレード-月光仮面異聞-」（2019年7-8月、新宿村LIVE） - 東雲莞爾 役（出演・演出）[11][12][13]
- 朗読会 「言ノ葉−キミに贈るモノガタリ−」秋の夜長 篇（2019年11月、古民家asagoro）
- Asterism vol.6「DOUBT」（2020年2月-3月、TACCS1179）（出演・演出）[14]
- 舞台「新 陽だまりの樹」（2020年4月-5月、東京建物Brillia HALL/福岡市民会館/熊本城ホール/新歌舞伎座/愛知県芸術劇場大ホール）[新型コロナウイルスの影響により全公演中止]
- GEKIIKE本公演第11回「HIT LIST」（2020年8月-9月、全労済ホール／スペース・ゼロ/ABC Hall /北九州芸術劇場中劇場） - 宮山尉司 役（出演・演出）[15]
- Asterism vol.08「THE JUDGMENT DAY」（2024年3月1日 - 10日、シアターグリーン BOX in BOX THEATER）[16]
- 舞台『鬼神の影法師』 - 土御門忠治 役
  - 舞台『鬼神の影法師』-玲瓏万華篇-（2024年6月、あうるすぽっと）[17]
  - 舞台『鬼神の影法師』-千年双月篇-（2025年1月、あうるすぽっと）[18]
  - 舞台『鬼神の影法師』-陰陽寮篇-（2025年10月16日 - 26日〈予定〉、新宿LIVE）[19]

## 演出

### 舞台
- 劇団イケ袋『リーマン☆ロック』（2010年9月、高田馬場RABINEST）[2]
- GEKIIKE本公演vol,02『ライラック』（2011年11月、GOK SOUND）[2]
- GEKIIKE 本公演 vol,03 『君に降りそそぐ、天上の花』（2012年9月21日 - 30日、劇場HOPE）[2]
- GEKIIKE 本公演 vol,04 『空翔ける雷鳴の夜に』（2013年11月21日 - 12月1日、劇場vatios）[2]
- GEKIIKE本公演第5回『宵闇に咲く雨』（2014年10月、シアター風姿花伝）[2]
- Asterism⁂vol,01「アルビノ」（2015年1月、シアター風姿花伝）[3]
- GEKIIKE本公演第6回「空翔ける雷鳴の夜に-再演-」（2015年4月、高知・東京公演）[2]
- GEKIIKE本公演第7回「月下燦然ノ星-帝都綺譚-」（2015年10月、シアターグリーン Box in Box）[4]
- Asterism vol,02 「Judgment Day」（2016年4月、シアター風姿花伝）[5]
- Asterism vol,03 「NoLimit」（2016年7月、TACCS1179）[6]
- GEKIIKE本公演第8回「あまつきつねの鬼灯」（2016年11月、シアターグリーン Box in Box）[7]
- Asterism vol.04 「The Last Song」（2017年5月、シアターグリーン Box in Box）
- Asterism vol,05「NoLimit-Replays」（2017年11月、シアターグリーン BIG TREE THEATE）[9]
- GEKIIKE本公演第9回「漆黒ノ戰花」（2018年1月、新宿村LIVE）[10]
- 舞台「忍び、恋うつつ」（2019年1月、新宿村LIVE）[20]
- 舞台「Collar×Malice -岡崎契編-」（2019年5月、シアターサンモール/松下IMPホール）[21]
- GEKIIKE本公演第10回「光芒のマスカレード-月光仮面異聞-」（2019年7-8月、新宿村LIVE） - 東雲莞爾 役（出演・演出）[11][12][13]
- Asterism vol.6「DOUBT」（2020年2月-3月、TACCS1179）[14]
- GEKIIKE本公演第11回「HIT LIST」（2020年8月-9月、全労済ホール／スペース・ゼロ/ABC Hall /北九州芸術劇場中劇場）[22]